# Zhutang Xiang
Zhutang Xiang (kinesiska: 竹塘, 竹塘乡) är en socken i Kina. Den ligger i provinsen Yunnan, i den sydvästra delen av landet, omkring 390 kilometer sydväst om provinshuvudstaden Kunming. Antalet invånare är 35 766. Befolkningen består av 416 772 kvinnor och 18 994 män. Barn under 15 år utgör 15,0 %, vuxna 15-64 år 78 %, och äldre över 65 år 5,0 %.
Genomsnittlig årsnederbörd är 1 554 millimeter. Den regnigaste månaden är juli, med i genomsnitt 417 mm nederbörd, och den torraste är februari, med 3 mm nederbörd.